# Arthur von Mohrenheim

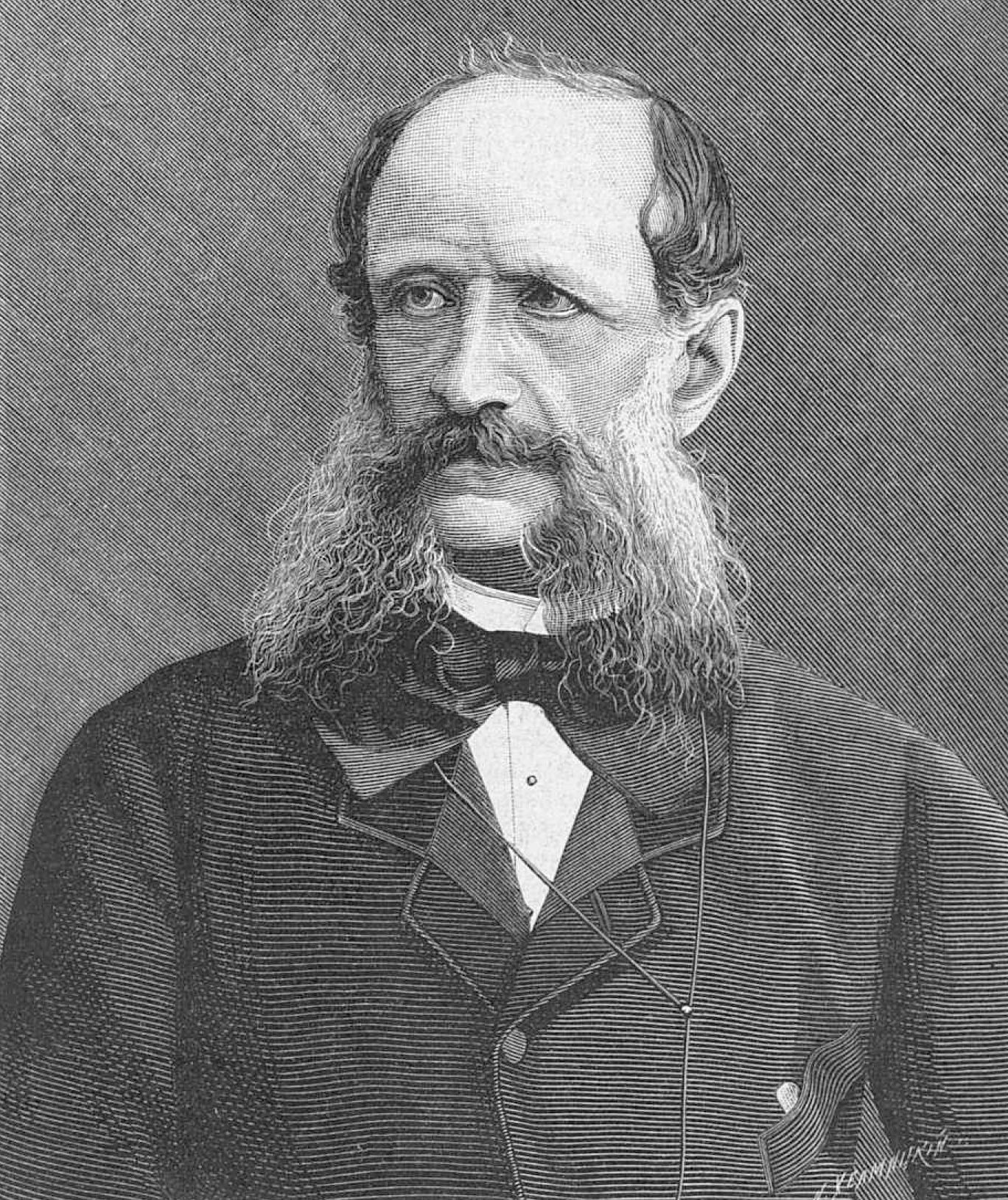
Arthur Baron von Mohrenheim

Arthur Pawlowitsch Baron von Mohrenheim (russisch Артур Павлович Моренгейм; * 27. Mai / 8. Juni 1824 in Moskau; † 1906 in Pau, Frankreich) war ein russischer Diplomat und gilt als Architekt des französisch-russischen „Zweiverbands“ von 1894.

## Leben
Mohrenheim entstammte einer Adelsfamilie aus dem Gouvernement Grodno, heute in Belarus. Sein Großvater Josef Mohrenheim (1759–1797) kam als Leibarzt im Jahre 1783 aus Österreich ins Russische Reich. Nach Aussagen des deutschen Diplomaten Ernst zu Hohenlohe-Langeburg sei die Familie Mohrenheim jüdischer Herkunft gewesen.
Er besuchte die Universität Moskau, machte einen rechtswissenschaftlichen Abschluss und trat im Jahr 1845 in den diplomatischen Dienst des Zarenreichs ein.
Von 1851 bis 1856 war Mohrenheim an der russischen Botschaft in Wien tätig, von 1858 bis 1867 in beratender Funktion an der Gesandtschaft in Berlin. Im Jahr 1867 wurde er zum russischen Gesandten am dänischen Hof in Kopenhagen ernannt, nachdem er zuvor bei den Verhandlungen um die Heirat (1866) der dänischen Prinzessin Dagmar mit dem russischen Zarewitsch, dem späteren Zar Alexander III., eine wichtige Rolle gespielt hatte.
1882 wurde Mohrenheim Botschafter in London, fühlte sich dort allerdings nicht wohl, weshalb er schon zwei Jahre später (1884) als Botschafter nach Paris wechselte, wo er bis 1898 blieb. Am 23. Juli 1886 meldeten die Neuesten Mittheilungen über ein politisches Treffen mit Otto von Bismarck im Kurort Bad Kissingen: „Uebrigens ist dort auch der russische Botschafter in Paris, Baron Mohrenheim, zur Kur und im Verkehr mit dem Reichskanzler.“ Als russischer Botschafter in Paris war er Jahre später maßgeblich für die Allianz Frankreichs und Russlands verantwortlich („Zweiverband“ von 1894).